# Scorpion: Double Venom 2
Pour plus de détails, voir Fiche technique et Distribution.
Scorpion: Double Venom 2 (サソリ 殺す天使, Sasori: Korosu tenshi) est un film japonais réalisé par Ryōji Niimura, sorti en 1998.

## Synopsis
Nami est maintenant danseuse dans un bar, mais sa vengeance n'est pas complète. Le soir où elle tient enfin entre ses mains sa dernière cible, cette dernière est abattue par Eiji. Cet homme veut sauver son amie enfermée dans la prison d'où est sortie Nami la dernière fois. Celle-ci décide de l'aider d'autant plus que la pauvre prisonnière est maltraitée par les gardiens. Nami entre donc dans la prison en tant que médecin.

## Fiche technique
- Titre : Scorpion: Double Venom 2
- Titre original : サソリ 殺す天使 (Sasori: Korosu tenshi?)
- Réalisation : Ryōji Niimura
- Scénario : Daisuke Gotō (ja), d'après le manga de Tōru Shinohara (ja)
- Production : Fueto Kikuchi, Hideo Sugimoto et Masaaki Yokouchi
- Musique : Kō Nakagawa
- Photographie : Masaaki Sakae
- Montage : Yasushi Shimamura
- Pays d'origine :  Japon
- Langue originale : japonais
- Format : couleur - 1,33:1 - Stéréo - 35 mm
- Genre : drame, policier
- Durée : 83 minutes[1]
- Dates de sortie :
  - Japon : 31 octobre 1998[1]

## Distribution
- Chiharu Komatsu (ja) : Nami Matsushima (Sasori)
- Ryō Karato (ja) : Eiji Kanzaki
- Shinobu Sakagami (ja)
- Aya Sasaki
- Atsuki Katō (ja)
- Ichiban Ujigami
- Tetsurō Degawa (ja)
- Hiroyuki Miyasako
- Daisuke Ryū
- Yui Kimishima

## Les films de la sérieLa Femme scorpion
- 1972 : La Femme scorpion (女囚７０１号 さそり, Joshū 701-gō: Sasori?) de Shun’ya Itō
- 1972 : Elle s'appelait Scorpion (女囚さそり 第４１雑居房, Joshū sasori: Dai-41 zakkyo-bō?) de Shun’ya Itō
- 1973 : La Tanière de la bête (女囚さそり けもの部屋, Joshū sasori Kemono-beya?) de Shun’ya Itō
- 1973 : Mélodie de la rancune (女囚さそり 701号怨み節, Joshū sasori: 701-gō urami-bushi?) de Yasuharu Hasebe
- 1976 : New Female Prisoner Scorpion: #701 (新・女囚さそり 701号, Shin joshū sasori: 701-gō?) de Yutaka Kohira (ja)
- 1977 : New Female Convict Scorpion Special: Block X (新・女囚さそり 特殊房X, Shin joshū sasori: Tokushubō X?) de Yutaka Kohira (ja)
- 1991 : Scorpion Woman Prisoner: Death Threat (女囚さそり 殺人予告, Joshū sasori: Satsujin yokoku?) de Toshiharu Ikeda
- 1997 : Sasori in U.S.A. de Daisuke Gotō (ja)
- 1998 : Scorpion: Double Venom (サソリ 女囚７０１号, Sasori: Joshū 701-gō?) de Ryōji Niimura
- 1998 : Scorpion: Double Venom 2 (サソリ 殺す天使, Sasori: Korosu tenshi?) de Ryōji Niimura